# جان سی. بایز
جان سی. باز (انگلیسی: John C. Baez؛ زاده ۱۲ ژوئن ۱۹۶۱) یک دانشمند فیزیک ریاضی اهل ایالات متحده آمریکا و استاد ریاضیات در دانشگاه کالیفرنیا، ریورساید است.